# 田屋明政
田屋 明政（たや あきまさ、生没年不詳）は、戦国時代の武将。浅井亮政の婿養子。

## 略歴
浅井氏の一族で北近江・高島郡の海津に本拠を置く田屋氏の生まれ。
浅井氏当主・亮政は浅井氏の庶家の出身で、惣領・直政の娘・蔵屋の婿となって家督を継いだ。だが、亮政と蔵屋の嫡男・新四郎政弘は早世したため、嫡女・鶴千代の婿となった明政が亮政の後継者となるはずだった。
浅井家に入った明政は養父亮政の通称を受け継ぎ、「新三郎」を名乗った。さらに、天文3年（1534年）に亮政が主君の京極高清・高延父子を招いて饗応した際には、三献と九献に高清へ太刀2腰と馬1匹を献上しており、義弟猿夜叉（のちの久政）が十一献に太刀1腰を献上したことと比較しても、明政が亮政の後継者としての扱いを受けていたことが分かる（『天文三年浅井備前守宿所饗応記』）。
天文11年（1542年）1月6日、亮政が死去。同年3月4日に本願寺が亮政の香奠を贈った際の宛先は新三郎、すなわち明政となっている（『天文日記』）。
だが家督を継承したのは明政ではなく、側室所生の久政だった。このとき久政と明政の間で家督争いが発生したかは明らかでない。亮政が言い置いたから、蔵屋・鶴千代と久政母との関係が良好だったから、あるいは六角定頼の影響があったから内紛に発展しなかったとも言われているが、高橋昌明は当人らが納得したとしても互いの派閥間で内紛・暗闘が続いたのではないかとしている。
その後は小谷城で久政を補佐し、「大殿」と呼ばれたとされる。